# Isopachys anguinoides
Isopachys anguinoides är en ödleart som beskrevs av  George Albert Boulenger 1914. Isopachys anguinoides ingår i släktet Isopachys och familjen skinkar. IUCN kategoriserar arten globalt som livskraftig. Inga underarter finns listade i Catalogue of Life.